# Celui qui déménage
Celui qui déménage (The One Where Monica Gets A New Roomate ou The One Where It All Began) est le premier épisode de la sitcom Friends. Il a été diffusé sur NBC le 22 septembre 1994. Il a été écrit par les créateurs de la série David Crane et Marta Kauffman, et réalisé par James Burrows. L'épisode pilote introduit six amis qui vivent et travaillent à New York : Monica (Courteney Cox), Ross (David Schwimmer), Rachel (Jennifer Aniston), Joey (Matt LeBlanc), Chandler (Matthew Perry) et Phoebe (Lisa Kudrow).
David Crane et Martha Kauffman ont présenté leur idée originale au réseau NBC en décembre 1993. NBC a aimé et a commandé un scénario complet qui a été présenté en mars 1994. Avant que le scénario ne soit fini, le casting pour les six rôles principaux a commencé. L'épisode pilote a été enregistré le 4 mai 1994 aux studios Warner Bros à Burbank, en Californie. Après avoir effectué des modifications finales à l'épisode, le producteur exécutif Kevin Bright l'a présenté le 11 mai, deux jours avant que NBC n'annonce son calendrier. Satisfait du pilote, NBC commanda 12 épisodes de plus pour la première saison. L'épisode a été suivi par environ 22 millions de téléspectateurs, ce qui en a fait la quinzième émission de télévision la plus regardée de la semaine. Les critiques ont comparé la série à Seinfeld et Ellen, en soulignant les similitudes entre les trois séries décrivant des amis parlant de leur vie. La distribution, en particulier David Schwimmer, a été félicitée, bien qu'il y ait eu une certaine inquiétude que les rôles des personnages ne soient pas développés.

## Résumé
C'est le premier épisode de la série. L'action se déroule au Central Perk. Monica Geller, chef dans un restaurant (L'Iridium), a un rendez-vous galant et émet des hypothèses avec ses amis, l'acteur Joey Tribbiani, un monotone du bureau Chandler Bing et une masseuse tout en finesse Phoebe Buffay. Joey dit que le gars avec qui Monica veut sortir est un malade. Phoebe se sent d'autant plus concernée qu'elle est sortie avec un gars, Carl, qui mangeait de la craie. Chandler raconte un rêve qu'il a fait, debout devant la cafétéria de l'université et se retrouvant tout nu, il baisse alors les yeux et découvre qu'il y a « un téléphone là » (sous-entendu pour « ses parties génitales ») et le téléphone se met à sonner. Lorsqu'il décroche, il se rend compte que c'est sa mère. Ce qui l'étonne puisque sa mère ne l'appelle jamais. Remarque qui ne manque pas de faire sourire la bande d'amis.
Le grand frère de Monica, Ross Geller, paléontologue, entre dans le café, déprimé. Son ex-femme, Carol, a déménagé ses affaires pour aller vivre avec son amie lesbienne. Joey lui suggère d'aller au striptease - mais cela ne fonctionne pas - et Phoebe tente de nettoyer son aura, chose que Ross a du mal à accepter. Ross dit que tout ce qu'il veut c'est de se marier à nouveau. Sur le fait, une femme vêtue d'une robe de mariée entre dans le Central Perk. La femme est en fait Rachel Green, une fille riche et une amie de Monica depuis l'université (en fait, il s'agit du lycée, le Lincoln High).
Rachel explique que juste avant son mariage, elle était dans la pièce où étaient rangés tous les cadeaux. Il y avait là une magnifique saucière en porcelaine de Limoges. Elle s'est alors rendu compte que cette saucière l'excitait plus que son fiancé Barry et que celui-ci ressemblait un peu à Frankenstein (Monsieur Patate dans la version originale). Comprenant qu'elle ne l'aime pas vraiment, elle s'enfuit de l'église et pense à rejoindre la seule personne qu'elle connait, vivant toujours dans la ville (sans compter le fait qu'elle n'ait pas invité Monica au mariage, ce qui n'aurait pas été une issue).
Pendant que le groupe regarde un soap opera espagnol, Rachel appelle son père pour lui expliquer pourquoi elle s'est enfuie du mariage et pour forcer Monica à la garder comme colocataire. Monica accepte malgré elle, indiquant que ce sera une bonne chose pour elle. Joey finit par flasher sur Rachel, Monica lui explique qu'il ne doit pas le faire parce qu'aujourd'hui c'est son jour de mariage, laquelle Joey répond : « Pourquoi ce jour-là, y a une règle spéciale ? »
Le rendez-vous galant de Monica, Paul le sommelier, arrive. Depuis que Ross est bouleversé à propos de Carol et que Rachel a laissé tombé un homme à l'autel, Monica ne souhaite pas y aller. Ross et Rachel tentent de la convaincre puis elle finit par se décider à s'y rendre. Au diner, Paul lui raconte que depuis deux ans, à la suite de son divorce, il n'a pas été capable d'assurer au lit. Monica, touchée par sa confidence, l'aide à s'améliorer, ce qui lui redonne espoir. Elle apprendra plus tard à ses dépens qu'il aurait déjà fait la même chose avec sa collègue de travail, Franny.
Chandler et Joey se rendent à l'appartement de Ross pour l'aider à monter ses nouveaux meubles (Carol ayant récupéré pratiquement tout le mobilier). Ross trouve la canette de bière favorite de Carol (« Elle buvait directement à la canette, j'aurai dû me méfier ») et redevient bouleversé. Joey et Chandler l'aident en lui disant que depuis qu'il est à nouveau célibataire, il est libre et peut sortir avec des filles.
Rachel décide que comme elle n'a plus rien, elle va chercher du travail. Après douze recherches infructueuses, elle a acheté quelque chose - une paire de bottes, à moitié prix, payée par la carte de crédit de son père. La bande de copains tente de la convaincre qu'elle n'a plus besoin de l'argent de son père, et qu'elle doit couper les cartes de crédit. Phoebe fait un récit du vécu de son enfance : sa mère s'est tuée quand elle avait 14 ans, son beau-père est retourné en prison, elle a débarqué en ville, elle s'est faite dévalisée et elle s'est retrouvée avec un albinos chinois qui lavait des pare-brises devant le péage du 15e et qui s'est tiré une balle dans la tête. Ensuite, elle a découvert l'aromathérapie. Plus tard, Ross révèle à Rachel qu'à l'université (le lycée en fait), il en pinçait drôlement pour elle, il lui demande si elle serait d'accord pour sortir avec lui. Pensant que Ross est un être gentil, elle accepte.
À la fin de l'épisode, Rachel trouve un travail comme serveuse au Central Perk mais son café ne semble pas être très apprécié par ses camarades. ("C'est toi qui l'a fait ?", demande Chandler, après qu'elle a répondu négativement tout le monde se rue sur la cafetière).